# Supercoppa d'Iraq
La Supercoppa d'Iraq (in arabo كأس السوبر العراقي‎?, Kas aleiraq), già nota come Coppa della Perseveranza irachena (in arabo كأس المثابرة العراقي‎?) è una competizione calcistica irachena organizzata dalla Federazione calcistica dell'Iraq con cadenza annuale dal 1986.
La squadra più decorata in questa competizione è l'Al-Zawraa, che ha vinto il trofeo in 4 occasioni.

## Formula
La manifestazione oppone, in gara unica, due compagini: la squadra vincitrice della Prima Lega, la massima divisione del campionato iracheno di calcio, e la vincitrice della Coppa d'Iraq. In caso di parità al termine dei tempi regolamentari, non sono previsti i tempi supplementari, ma si procede con i tiri di rigore.

## Storia
Prima del 1973 il calcio era praticato in Iraq a livello regionale, tanto che si disputava un torneo di nome Coppa della Perseveranza della Federazione calcistica dell'Iraq, che era conteso dalla vincitrice e dalla seconda classificata del campionato della Federazione calcistica dell'Iraq. Nel 1986, dodici anni dopo la fondazione della Prima Lega irachena, la Coppa della Perseveranza fu disputata per la prima volta su base nazionale, con la partita tra Al-Talaba e Al-Rasheed, vincitrice e seconda classificata del massimo campionato iracheno del 1985-1986. Il torneo si tenne più fino al 1997, quando fu reintrodotto come partita tra la vincitrice del campionato iracheno e la squadra che aveva trionfato in Coppa d'Iraq. Nel 1997 e nel 1998 la Coppa della Perseveranza fu disputata alla fine della stagione, mentre dal 1999 si disputò come match inaugurale della nuova stagione calcistica.
Dal 2003-2004 al 2014-2015 la Coppa d'Iraq non fu disputata o fu sospesa. Nel 2015-2016 la Coppa della Perseveranza assunse il nome di Supercoppa d'Iraq, ma non fu disputata in quell'annata a causa di difficoltà organizzative. Nel 2017 il torneo, denominato finalmente Supercoppa d'Iraq, si tenne dopo quindici anni.

## Albo d’oro
| Coppa della Perseveranza irachena | Coppa della Perseveranza irachena | Coppa della Perseveranza irachena | Coppa della Perseveranza irachena |
| Anno                              | Vincitore                         | Risultato                         | Secondo                           |
| --------------------------------- | --------------------------------- | --------------------------------- | --------------------------------- |
| 1986                              | Al-Rasheed                        | 2-1                               | Al-Talaba                         |
| 1987-1996                         | non disputata                     | non disputata                     | non disputata                     |
| 1997                              | Al-Quwa Al-Jawiya                 | 3-1                               | Al-Zawraa                         |
| 1998                              | Al-Zawraa                         | 1-0                               | Al-Shorta                         |
| 1999                              | Al-Zawraa                         | 2-2 (dts) (5-4 dtr)               | Al-Talaba                         |
| 2000                              | Al-Zawraa                         | 1-0                               | Al-Quwa Al-Jawiya                 |
| 2001                              | Al-Quwa Al-Jawiya                 | 1-0                               | Al-Zawraa                         |
| 2002                              | Al-Talaba                         | 2-1 (gg)                          | Al-Quwa Al-Jawiya                 |
| Supercoppa d'Iraq                 |                                   |                                   |                                   |
| Anno                              | Vincitore                         | Risultato                         | Secondo                           |
| 2017                              | Al-Zawraa                         | 1-1 (3-0 dtr)                     | Al-Quwa Al-Jawiya                 |
| 2018                              | non disputata                     | non disputata                     | non disputata                     |
| 2019                              | Al-Shorta                         | 1-1 (4-3 dtr)                     | Al-Zawraa                         |
| 2020                              | non disputata                     | non disputata                     | non disputata                     |

## Vittorie per squadra
| Squadra           | Vittorie | Secondi posti |
| ----------------- | -------- | ------------- |
| Al-Zawraa         | 4        | 3             |
| Al-Quwa Al-Jawiya | 2        | 3             |
| Al-Talaba         | 1        | 2             |
| Al-Shorta         | 1        | 1             |
| Al-Rasheed        | 1        | 0             |